# Холмський щит
Холмський щит (нім. Cholmschild) — нарукавний щит збройних сил нацистської Німеччини (Вермахт, Люфтваффе, Крігсмаріне та Ваффен-СС), яким нагороджували під час Другої світової війни.

## Історія нагороди

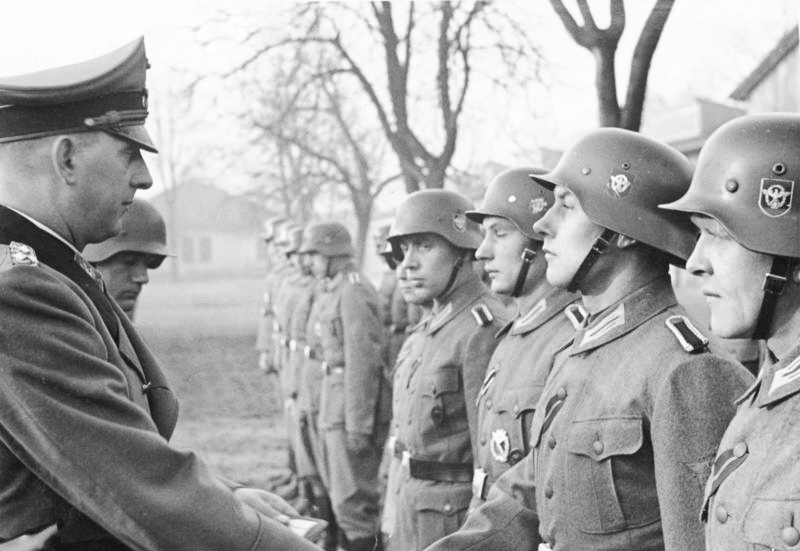
Начальник поліції порядку Курт Далюге нагороджує особовий склад поліцейського батальйону «Холм» нагородою Холмський щит. 1942 рік

21 січня 1942 року РСЧА взяла в оточення декілька тисяч німецьких військовиків та поліціянтів недалеко від містечка Холм. Адольф Гітлер віддав наказ про оборону цього містечка та його підтримки з повітря. У котел потрапили частини 123-ї та 218-ї піхотних дивізій, також 553-й піхотний полк зі складу 329-ї піхотної дивізії. Загальна кількість оточених налічувала 5 500 осіб.
Ці сили витримали приблизно сто атак радянської піхоти та 42 атаки з танками. З оточених 1 550 військовиків було убито, майже кожний був поранений. 5 травня 1942 року до оточених прибуло підкріплення і облогу було знято. Керував обороною укріпрайону генерал-майор Теодор Шерер.

## Опис нагороди
Нагорода мала вигляд алюмінієвого сріблястого щита розмірами 65×40 мм, на якому зображено імперського орла, що сидить на Залізному Хресті. Під Хрестом напис (в два рядки) «CHOLM 1942». Щит кріпився до підкладці мундирного сукна.
Знак носили у верхній частині лівого рукава.

## Правила носіння у післявоєнний час
Згідно з § 6 Закону Німеччини про нагородження орденами і про порядок їх носіння від 26 липня 1957 року (нім. Gesetz uber Titel, Orden und Ehrenzeichen) дозволено носіння нагороди, але тільки в «денацифікованому» варіанті (без орла і свастики).